# 디코더 펜
디코더 펜(decoder pen), 예스-노 펜(yes-no pen), 예스-노우 펜(yes-know pen), 또는 매직 펜(magic pen) 북은 질문에 대한 답이나 그림의 숨겨진 부분 형태로 보이지 않는 잉크로 인코딩된 그림이나 글을 드러내도록 특별히 고안된 디코더 펜이나 마커와, 숨겨진 단어와 그림이 있는 특별히 제작된 어린이용 책의 조합이다. 이 책들은 1970년대에 가장 인기가 많았지만, 지금도 기념품 가게에서 판매되고 있다. 종종 퀴즈 게임 형태로 제공되어 답을 밝히기 전에 추측하는 방식이었다. 디코더 펜과 함께 사용할 수 있는 책 브랜드로는 예스 앤 노우(Yes & Know), 서프라이즈 잉크(Surprise Ink) 등이 있다.
하지만 펜과 종이는 과도하게 문지르면 쉽게 손상될 수 있다. 따라서 대부분의 투명 잉크 책에는 책을 사용할 때 원을 그리듯 문지르는 동작이 아닌 매우 부드럽게 앞뒤로 문지르라는 안내가 포함되어 있다.
1980년대 시에라 엔터테인먼트에서 출시한 킹스 퀘스트나 스페이스 퀘스트 같은 어드벤처 게임 팬들이라면 각 게임별로 판매된 힌트북에 있는 힌트의 답을 찾는 데 사용되었던 디코더 펜에도 익숙할 것이다. 이 펜은 나중에 시각적으로 방해가 되는 빨간색 패턴을 없애기 위해 컬러 반투명 플라스틱 창으로 교체되었다.
인포컴(Infocom)은 자사의 인터랙티브 픽션 게임용으로 "인비지클루즈(Invisiclues)"라는 유사한 힌트북을 판매했다.